# Maimi von Mirbach
Maimi von Mirbach, eigentlich Maria Celina Gabrielle Antoinette Freiin von Mirbach (* 9. April 1899 in Antwerpen; † 8. Oktober 1984 in Berlin), war eine deutsche Cellistin und Mitglied der Bekennenden Kirche.

## Leben

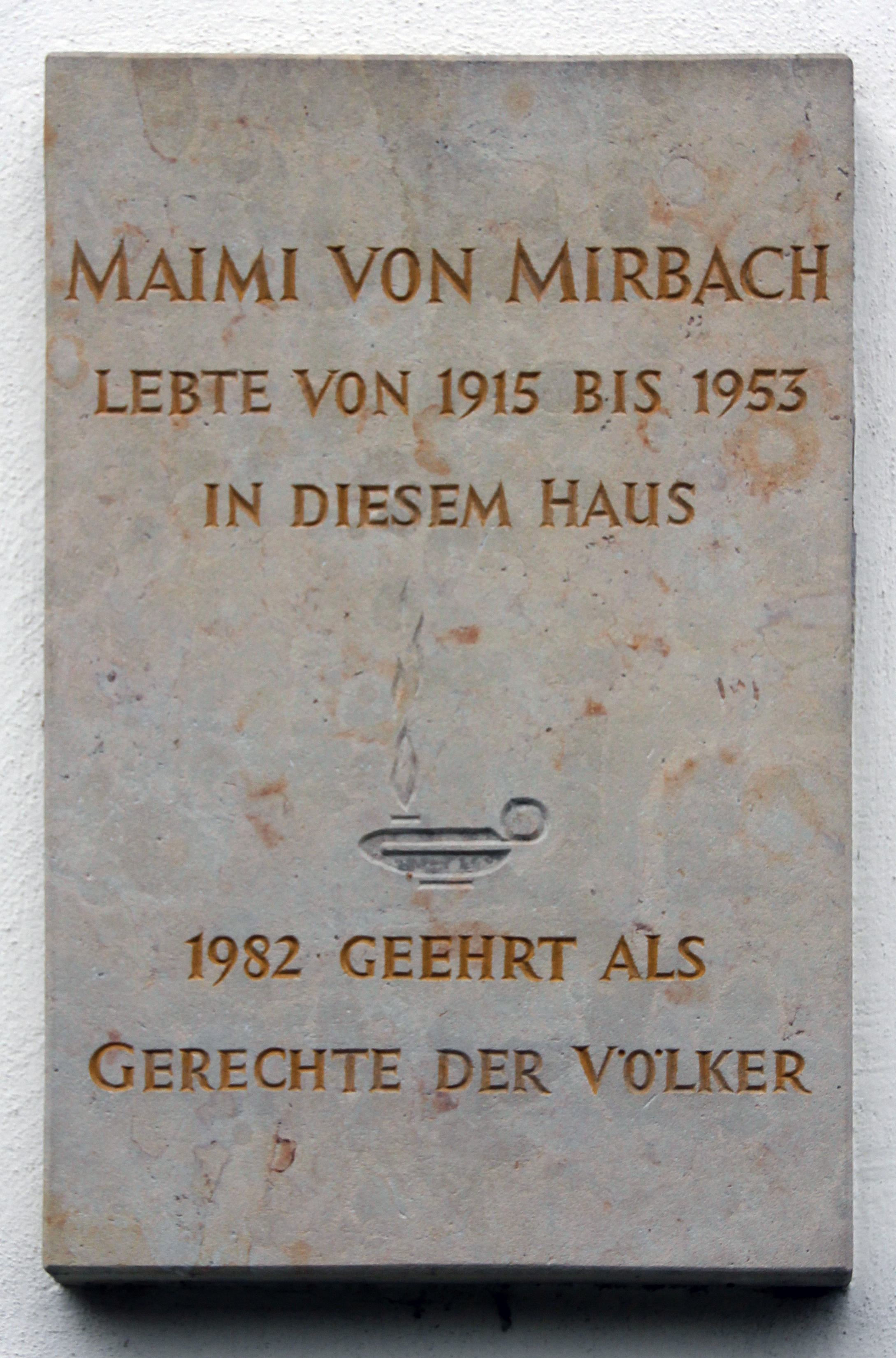
Gedenktafel am Haus, Alleestraße 10, in Potsdam

Maimi von Mirbach entstammt einem alten Adelsgeschlecht. Ihr Vater, der Kaufmann Wilhelm Freiherr von Mirbach (1858–1914) war ein Bruder des preußischen Generalleutnants und Hofbeamten Ernst von Mirbach (1844–1925). Durch ihre Mutter Carmen Laura geb. von Bary (1876–1938) war Maimi von Mirbach direkt mit Cornelio Saavedra, dem ersten Präsidenten der La Plata-Republiken, verwandt.
In diesem weltoffenen und internationalen Elternhaus genoss sie eine christlich-liberale Erziehung mit starker musischer Ausrichtung. Die Familie musste 1914 nach Beginn des Ersten Weltkrieges innerhalb von 24 Stunden Belgien verlassen und übersiedelte nach Potsdam.
Geprägt durch ihre Erfahrung als Mitglied einer Minderheit wandte sich Maimi von Mirbach schon früh Menschen zu, die Hilfe brauchten. Bereits in den 1920er Jahren erkannte sie die nationalistische und antisemitische Entwicklung in Deutschland. Nach der Machtübernahme der Nationalsozialisten half sie, auch als Mitglied der Bekennenden Kirche, bedrängten Juden. Sie verabscheute die Rassenideologie der Nazis und pflegte als Cellistin weiterhin zahlreiche Kontakte zu jüdischen Musikern, obwohl sie sich damit immer wieder selbst in Gefahr brachte.
Maimi von Mirbach verhalf 1938 Fritz Hirschfeld, mit dem sie in einem privaten Streichquartett musizierte, zur Flucht. Hirschfeld, ab 1927 sechs Jahre lang Vorsitzender des Potsdamer Arbeitsgerichtes, wurde nach der Pogromnacht im November 1938 verhaftet und blieb drei Wochen im Potsdamer Polizeigefängnis. Die Entlassung erfolgte nur unter der Bedingung, dass er ausreisen würde. Die deutschen Behörden verlangten von ihm für die Ausreise eine Reichsfluchtsteuer in Höhe von 35.000 Reichsmark und eine Judenvermögensabgabe von 38.000 Reichsmark. Um diese Summen aufzubringen, erwarb Maimi von Mirbach das Grundstück mit Zweifamilienhaus der Hirschfelds in Klein Glienicke für 59.000 Reichsmark. Sie ließ Hirschfelds an Krebs erkrankte „arische“ Frau Grete bis zu ihrem Tod im April 1941 kostenlos in dem Haus wohnen und überließ ihr die Mieteinnahmen der zweiten Wohnung, um ihren Lebensunterhalt zu sichern. Hirschfeld konnte dadurch in die Niederlande emigrieren. Nach der deutschen Besetzung der Niederlande wurde er im August 1942 in das KZ Theresienstadt verschleppt und von dort schließlich nach Auschwitz deportiert, wo er am 11. Oktober 1944 vergast wurde.
Mehrere Male versteckte von Mirbach in ihrem Haus von der Gestapo gesuchte Juden, um sie vor der Deportation zu bewahren. Ende 1941 nahm sie die ehemalige Musikstudentin Gisela Distler-Brendel, eine Schülerin der Komponistin und Klavierpädagogin Ilse Fromm-Michaels, als Untermieterin auf. Gisela Distler-Brendel war als „Mischling ersten Grades“ das Studium an einer Hochschule verwehrt. Außerdem unterhielt sie eine verbotene Beziehung zu einem „Nichtjuden“, von dem sie ein uneheliches Kind erwartete. Maimi von Mirbach hielt diese Verbindung vor den Behörden geheim und machte sich damit nach den Nürnberger Gesetzen der „Beihilfe zur Rassenschande“ schuldig.
Da sie nach 1945 in der Sowjetischen Besatzungszone sowie in den Anfängen der DDR vielfältigen Demütigungen und Einschränkungen ausgesetzt war, verließ Maimi von Mirbach 1956 Potsdam und zog nach Berlin-Charlottenburg. Über ihre Erfahrungen in der Zeit des Nationalsozialismus berichtete sie bis zu ihrem Tod in Schulen und Jugendeinrichtungen.
Das ehemalige Haus und Grundstück der Hirschfelds wurde später von der DDR enteignet und nach der Wiedervereinigung an Hirschfelds Tochter restituiert. Eine Klage der Erben von Mirbachs dagegen lehnte das Verwaltungsgericht Potsdam im Jahre 2005 mit der Begründung ab, dass von Mirbach zwar den marktüblichen Kaufpreis gezahlt hatte, Hirschfeld das Geld aber nicht zur freien Verfügung hatte, da 51.000 Reichsmark auf ein Sperrkonto zur Begleichung der Reichsfluchtsteuer überwiesen werden mussten und er nur 8.000 Reichsmark in bar erhielt.

## Ehrungen
- Der Staat Israel ehrte Maimi von Mirbach am 2. April 1981 mit dem Titel Gerechte unter den Völkern.[6]
- Im Potsdamer Stadtteil Kirchsteigfeld wurde im Jahr 1995 eine Straße nach ihr benannt.[7]
- In der Alleestraße 10 in Potsdam wurde anlässlich ihres 10. Todestages 1994 eine Gedenktafel angebracht, die daran erinnert, dass sie hier von 1915 bis 1953 lebte.[8]